# Avenida Avellaneda

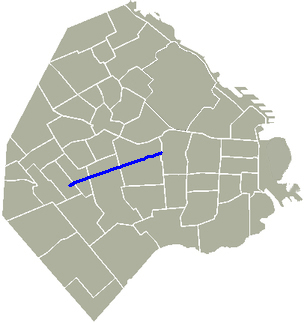
Lage der Avenida Avellaneda in Buenos Aires

Die Avenida Avellaneda ist eine der Hauptverkehrsstraßen in der argentinischen Hauptstadt Buenos Aires. Sie wurde nach Nicolás Avellaneda benannt, der von 1874 bis 1880 Präsident Argentiniens war. 

## Überblick
Die Avenida Avellaneda verläuft von Osten nach Westen. Sie beginnt an der Calle Río de Janeiro im Stadtteil Caballito und endet an der Calle Carrasco in Vélez Sársfield. Dabei durchquert sie die Stadtteile Flores und Floresta.

## Bauwerke entlang der Avenida
In Caballito führt die Straße zunächst am Estadio Arquitecto Ricardo Etcheverry, dem Stadion von Ferro Carril Oeste, vorbei. Hinter der Avenida Donato Álvarez trifft sie auf den Stadtteil Flores und die Plaza Aramburu. In Floresta passiert die Avenida die Plaza Vélez Sársfield. Hinter der Avenida Segurola erreicht sie Vélez Sársfield, wo sie noch ein kurzes Stück als Passage Rosalía de Castro weiterführt.

Koordinaten: 34° 37′ 21,5″ S, 58° 27′ 36,7″ W